# Mert Estik
Mert Er Estik (* 21. März 1989 in Osmangazi) ist ein türkischer Fußballspieler.

## Karriere
Estik begann mit dem Vereinsfußball 2001 in der Jugend von Bursa Yolspor. 2008 wechselte er mit einem Profivertrag ausgestattet zum Viertligisten Bursa Nilüferspor.
Nach drei Jahren bei Nilüferspor wechselte er im Sommer 2011 innerhalb der Liga zu Kahramanmaraşspor. Bei diesem Verein gelang ihm auf Anhieb der Sprung in die Startformation. In seiner ersten Saison für Kahramanmaraşspor, der Viertligasaison 2011/12, gelang es ihm mit seinem Team als Playoffsieger in die TFF 2. Lig aufzusteigen. In der 2. Lig beendete man die Saison als Meister und stieg das zweite Mal in Folge auf. Dieses Mal in die zweithöchste türkische Spielklasse, in die TFF 1. Lig.

## Erfolge
mit Kahramanmaraşspor
- Meister der TFF 2. Lig 2012/13 und Aufstieg in die TFF 1. Lig
- Playoffsieger der TFF 3. Lig 2011/12 und Aufstieg in die TFF 2. Lig